# María Martín
Pour les articles homonymes, voir Martin (nom de famille).
Ne doit pas être confondu avec Maria Martin.
María Martín Vargas, née le 14 juillet 1923 à Marbella, morte le 10 juin 2014 à Barcelone, est une actrice espagnole, parfois créditée sous la forme américaine de son nom, Mary Martin ou encore Mery Martin.

## Biographie
La famille Martín avait des racines suédoises ; María va jouer une beauté nordique dans son premier film, La niña está loca (1942). Elle déménage à Barcelone et joue plusieurs fois avec Ignacio Iquino. Elle interprète souvent des rôles de femmes intrigantes. Dans les années 1950, elle passe quelque temps en Italie, et entre dans une relation professionnelle et personnelle avec Adriano Rimoldi, jusqu'à la mort prématurée de ce dernier en 1965. Là elle ne se contente pas du cinéma, mais participe à des revues de théâtre. Dans les années 1970, elle se rend plusieurs fois au Mexique. Jusqu'en 1998, elle participe à plus de 80 films au cinéma et à la télévision, souvent des films de genre.

## Filmographie partielle
- 1942 : La niña está loca
- 1943 : Dora, la espía, de Raffaello Matarazzo : Lisa
- 1944 : Una sombra en la ventana (es), d'Ignacio Iquino : María Luisa Goya
- 1945 : El obstáculo (es) d'Ignacio Iquino : Cari
- 1946 : La Reine sainte (Reina santa), de Rafael Gil : Blanca
- 1947 : Noche sin cielo (es), d'Ignacio Iquino : Dorothy
- 1951 : Christophe colomb (es) (Alba de América), de Juan de Orduña : Beatriz
- 1954 : Voyage en Italie, de Roberto Rossellini : Judy (non créditée)
- 1957 : Passage au Venezuela (es) (Pasaje a Venezuela), de Rafael J. Salvia : sœur d'Andrès
- 1957 : Flammes sur le Vietnam (Una cruz en el infierno) de José María Elorrieta : Mariela
- 1960 : Compadece al delincuente d'Eusebio Fernández Ardavín
- 1961 : Cuidado con las personas formales (es) d'Agustín Navarro (es) : Carmen "La Martillo"
- 1965 : Le Docteur Jivago de David Lean : une femme noble (non créditée)[2]
- 1966 : Ringo e Gringo contro tutti de Bruno Corbucci : Virginia
- 1967 : Les Cruels (I crudeli), de Sergio Corbucci : Kitty[3]
- 1967 : Bandidos, de Massimo Dallamano : Betty Starr
- 1968 : Les Pistoleros du Nevada (¿Quien grita venganza?) de Rafael Romero Marchent
- 1968 : Días de viejo color de Pedro Olea : Katy[4]
- 1968 : Four Rode Out (en), de John Peyser : Rosa
- 1970 : Le Colt du révérend (Reverendo Colt), de Leon Klimovsky : Mary MacMurray
- 1970 : Et Sabata les tua tous (Un par de asesinos) de Rafael Romero Marchent : dame dans la diligence
- 1970 : Le Clan des gangsters, d'Ignacio Iquino : Catherine Olinger
- 1971: Double Assassinat dans la rue Morgue (Murders in the Rue Morgue) de Gordon Hessler : Madame Adolphe
- 1971 : Historia de una traición de José Antonio Nieves Conde : Regina
- 1971 : Quatre Salopards pour Garringo (Un colt por 4 cirios) d'Ignacio Iquino : Bertha
- 1987 - 1988 : Rosa salvaje, telenovela : Madame Roubier
- 1998 : A las once in casa, série télévisée, un épisode